# Once Upon a Time: The Lost 1965 New York Studio Sessions
Once Upon a Time: The Lost 1965 New York Studio Sessions ist ein Jazzalbum von Bob James. Die am 30. Januar und 9. Oktober 1965 im Wollman Auditorium der Columbia University, New York City entstandenen Aufnahmen erschienen am 29. August 2020 als Langspielplatte in limitierter Auflage auf Resonance Records.

## Hintergrund
Once Upon a Time umfasst zwei Studiosessions des Pianisten, die von George Klabin, damals ein junger Student an der Columbia University in New York, heute Präsident von Resonance Records, aufgenommen wurden, um sie in seinem Jazzprogramm beim Radiosender WKCR FM zu senden.
Die Aufnahmen entstanden mit zwei Formationen in Triobesetzung um Bob James, der zu dieser Zeit in Manhattan als Begleitpianist der Sängerin Sarah Vaughan zusammen mit dem Bassisten Larry Rockwell und dem Schlagzeuger Omar Clay arbeitete. Zum Zeitpunkt dieser Studiosessions hatte James lediglich eine LP veröffentlicht, die 1962 von Quincy Jones produzierte und bei Mercury Records erschienene Bold Conceptions, die Klabins Aufmerksamkeit als Internatsschüler auf sich gezogen hatte.
Das Material der A-Seite auf Once Upon a Time ist von der Session vom 20. Januar 1965, bei der Bob James vom Bassisten Larry Rockwell, der ebenfalls Mitglied der Sarah Vaughan-Band war, und dem Schlagzeuger Robert „Cleve“ Pozar begleitet werde. Der Schlagzeuger, der den Pianisten aus seiner Zeit als Student an der University of Michigan kannte, wirkte bereits bei dessen früher aufgenommenem Studioalbum Bold Conceptions und etwas später, im Mai 1965, an dem ESP-Album Explosions mit (dort mit dem Bassisten Barre Phillips).
Ein Großteil des Materials der Sessions, die im Wollman Auditorium der Columbia University aufgenommen wurden, präsentiert Bob James in swingendem, lyrischen Stil, bevor er ab den 1970er-Jahren sich einem mehr kommerziellen Stil zuwandte. Das Material der zweiten Session nahm James am 9. Oktober 1965 mit Omar Clay und mit Bill Wood am Bass auf.
Zurückblickend sagte Bob James in einem Interview mit dem Produzenten Zev Feldman:

„Das Anhören dieser Aufnahmen gab mir die Gelegenheit, die für mich sehr, sehr entscheidende Zeit noch einmal zu erleben. In den vergangenen Jahren, von ungefähr 1961 bis ungefähr 65, war ich sehr mit dem Randgebiet der Avantgarde-Welt beschäftigt. Nicht nur in der Jazzwelt, sondern in der Avantgarde-Szene im Allgemeinen. Ich war sehr neugierig darauf. Ich hatte Komposition an der Universität von Michigan in der Musikschule studiert. Die Komponisten zu dieser Zeit waren stark von John Cage und Stockhausen und vielen jenen Menschen beeinflusst, die die Weiten dessen erkundeten, was man überhaupt als Musik bezeichnen könnte. Und ich war einer von ihnen.“

## Titelliste

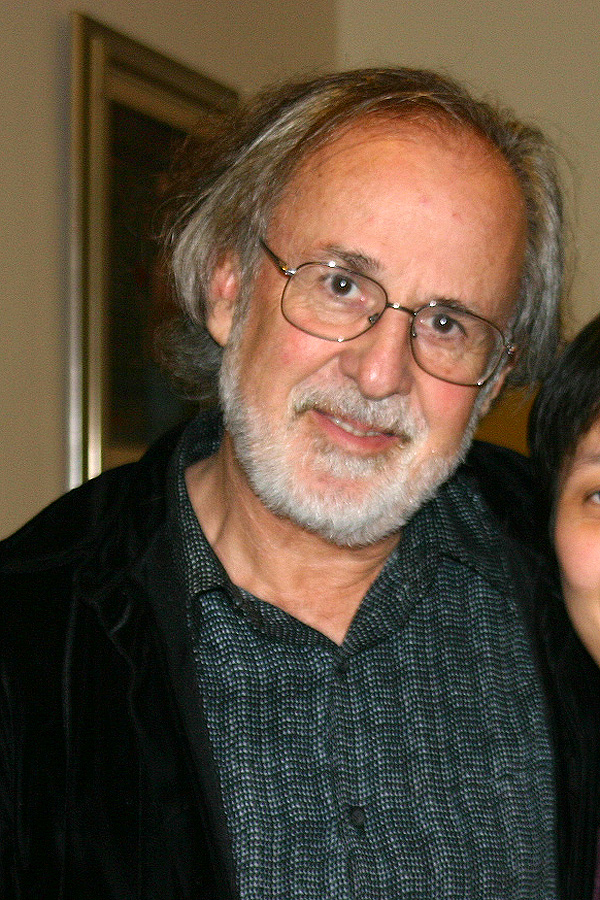
Bob James (2004)

Bob James: Once Upon a Time: The Lost 1965 New York Studio Sessions (Resonance Records HLP-9045)
Side One - January 20, 1965
A1  Serenata (Leroy Anderson) 5:46
A2  Once Upon a Time (Bob James) 7:00
A3  Lateef Minor 7th (Joe Zawinul) 7:36
A4  Variations (Bob James) 6:22
Side Two - October 9, 1965
B1  Airegin (Sonny Rollins) 4:42
B2  Indian Summer () 5:10
B3  Solar (Miles Davis) 5:22
B4  Long Forgotten Blues (NN) 9:01

## Rezeption
Der Jazzhistoriker und Kritiker Mark Stryker fasste die Bedeutung von James’ Frühwerk zusammen und bemerkte in einem Aufsatz, der in den Liner Notes enthalten ist: „Wenn James ein Filmemacher wäre, würde die gut gemachte populäre Musik, die ihn zum Star machte, einen Sommer-Blockbuster darstellen. Seine frühen Aufnahmen ähneln jedoch eher den vergessenen Filmen eines jungen Regisseurs mit einem künstlerischen Geschmack für die französische Nouvelle Vague und dem Wunsch, die Hollywood-Konventionen herauszufordern.“
Nach Ansicht von Dan McClenaghan, der das Album in All About Jazz rezensierte, führe Once Upon a Time uns zum Beginn von Bob James, „so wie wir ihn vielleicht noch nicht gehört haben, bevor er den Groove erreichte, der ihn in eine lukrative und immer noch lebendige Karriere führte.“ Die Musik klinge so untypisch nach Bob James, es gäbe keine R&B-Funk-Stimmungen, keine üppigen und wunderschönen Arrangement, keine hochglanzpolierte Produktion, keine Synthesizer-Versüßungen. Stattdessen seien die beiden Sessions nicht weit von dem entfernt, was der Pianist Bill Evans damals getan habe - gemischt mit einer unerwartet weit entfernten Avantgarde. Das gesamte Set scheine auszudrücken, dass Bob James auf seiner Jazzreise verschiedene Wege hätte gehen können, resümiert McClenaghan, „einen auf der Sonnenseite der Straße als melodisch hellen Klaviertrio-Typ im Ahmad Jamal-Stil oder einen wilde Fahrt entlang einer zickzackförmigen Straße zu einem Stockhausen-artigen Avantgarde-Ansatz, anstatt seiner Muse zu einem wunderbaren Erfolg bei der Kreation und Gestaltung des Fusion/Smooth-Jazz-Sounds zu folgen“.